# Chachoki
Chachoki es un pueblo de la India en Phagwara Tehsil, en el distrito de Kapurthala del estado de Punjab. Se encuentra a 51 kilómetros de Kapurthala, a 3 kilómetros  de Phagwara y a 128 kilómetros de la capital del estado, Chandigarh. El pueblo es administrado por un Sarpanch, que es un representante electo.

## Geografía
Se encuentra a una altitud de 243 m s. n. m. a 130 km de la capital estatal, Chandigarh, en la zona horaria UTC +5:30.

## Demografía
Según estimación 2010 contaba con una población de 6 264 habitantes.